# Revue Botanique; Recueil Mensuel
Revue Botanique; Recueil Mensuel (abreviado Rev. Bot. Recueil Mens.) fue una revista con ilustraciones y descripciones botánicas que fue editada en París por Pierre Étienne Simon Duchartre, en los años 1845/46-46/47.